# Patryk Małecki
Patryk Adrian Małecki (nascut l'1 d'agost de 1988 en Suwałki) és un futbolista polonès que ha jugat de davanter o extrem pel Wisła Kraków. Fou escollit futbolista revelació polonès el 2009.